# هارتفيغ كاسبار كريستي (سياسي)
هارتفيغ كاسبار كريستي هو فيزيائي وجيولوجي وبروفيسور وسياسي نرويجي، ولد في 1 ديسمبر 1826 في تروندهايم في النرويج، وتوفي في 3 مارس 1873 في كريستيانية ‏ في النرويج. انتخب نائب عضو برلمان النرويج ‏ عن دائرة Kristiania, Hønefoss og Kongsvinger ‏ خلال فترته النيابية ‏ (1871 – 1873).